# Sappoptyelus
Sappoptyelus is een geslacht van halfvleugeligen uit de familie Aphrophoridae. De wetenschappelijke naam van dit geslacht is voor het eerst geldig gepubliceerd in 1942 door Matsumura.

## Soorten
Het geslacht Sappoptyelus omvat de volgende soorten:
- Sappoptyelus jozanus Matsumura, 1942
- Sappoptyelus menoko Matsumura, 1942